# Svetlana Peounova
Svetlana Peounova (Lankaran, 11 février 1958) est une personnalité politique et écrivaine russe.